# Rivellia cognata
Rivellia cognata är en tvåvingeart som beskrevs av Cresson 1919. Rivellia cognata ingår i släktet Rivellia och familjen bredmunsflugor. Inga underarter finns listade i Catalogue of Life.